# African Securities Exchanges Association
Die African Securities Exchanges Association (ASEA) ist der afrikanische Verband der Börsen und hat sein Sekretariat in der kenianischen Hauptstadt Nairobi. Die ASEA hat 26 Vollmitglieder und sechs assoziierte Mitglieder (Stand 2025). ASEA wurde 1993 gegründet.
Ihre Mitglieder listen 1.100 Unternehmen über 37 Länder hinweg.

## Mitglieder
- Angola Stock Exchange (BODIVA)
- Bourse de Tunis (BVMT)
- Bourse Régionale des Valeurs Mobilières (BRVM)
- Bolsa de Valores de Cabo Verde (BVC)
- Khartoum Stock Exchange (KSE)
- Lusaka Stock Exchange (LuSE)
- Malawi Stock Exchange (MSE)
- Merj Exchange
- Bolsa de Valores de Moçambique (BVM)
- Nairobi Stock Exchange (NSE)
- Casablanca stock exchange (CSE)
- Central African Stock Exchange (BVMAC)
- Dar Es Salaam Stock Exchange (DSE)
- Egyptian Exchange (EGX)
- Namibian Stock Exchange (NSX)
- NASD OTC Securities Exchange
- Nigerian Stock Exchange (NSE)
- Rwanda Stock Exchange (RSE)
- Stock Exchange of Mauritius (SEM)
- Uganda Securities Exchange (USE)
- Eswatini Stock Exchange (ESE)
- FMDQ Group
- Ghana Stock Exchange (GSE)
- Johannesburg Stock Exchange (JSE)
- Zimbabwe Stock Exchange (ZSE)